# The Texas Chain Saw Massacre (jogo eletrônico de 2023)
The Texas Chain Saw Massacre é um jogo eletrônico de terror de sobrevivência de 2023 baseado na franquia "O Massacre da Serra Elétrica". Foi desenvolvido pela Sumo Nottingham e publicado pela Gun Interactive. Possui jogabilidade cooperativa e combate jogador contra jogador (PvP). O jogo apresenta Kane Hodder como Leatherface e como coordenador de dublês, assim como Edwin Neal reprisando seu papel de "The Hitchhiker" do filme original.
The Texas Chain Saw Massacre foi lançado em 18 de agosto de 2023 nas plataformas Microsoft Windows, PlayStation 4, PlayStation 5, Xbox One e Xbox Series X/S. Ele também foi lançando no Xbox Game Pass no mesmo dia. Antes do lançamento, o jogo iniciou um teste técnico no dia 25 de maio de 2023.

## Personagens
O jogo apresenta cinco assassinos diferentes. "Leatherface" (Kane Hodder), "the Cook", "The Hitchhiker" (Edwin Neal) e dois outros membros da família novos na franquia do Massacre da Serra Elétrica, Johnny (Dove Meir) e Sissy (Kristina Klebe). As vítimas apresentadas são Ana, Connie, Julie, Leland e Sonny. A história do jogo gira em torno das vítimas em busca de Maria Flores, a irmã desaparecida de Ana.

## Lançamento
Em 11 de maio de 2023, foi anunciado que os desenvolvedores de The Texas Chain Saw Massacre haviam iniciado um canal no YouTube com o nome "LoFi Leatherface". O canal usou animação e arte criada por Matt Hubel juntamente com o áudio de música lo-fi. O jogo está previsto para ser lançado em 18 de agosto de 2023.